# Komarowo (obwód orenburski)
Komarowo (ros. Комарово) – osiedle w Rosji, w obwodzie orenburskim, w rejonie jasnieńskim. W 2010 liczyło 884 mieszkańców.